# 感謝。
「感謝。」（かんしゃ）は、RSPの3枚目のシングル。2008年2月6日発売。

## 解説
2008年第一弾シングル。
本作はDVD付の初回限定盤と通常盤の2形態で発売。
DVDには「感謝。」のミュージック・ビデオとメイキング映像の２つを収録している。

## 収録曲

### CD
全作詞：RSP
1. 感謝。
  - 作曲・編曲：DJ TAKI-SHIT
  - テレビ東京系テレビアニメ「BLEACH」エンディング・テーマ （2008年1月9日 - 2008年4月16日放送分）
  - 中日ドラゴンズ吉見一起選手登場曲（2010年）
2. 愛と友情〜サイプレス上野　is mine  
  - 作曲・編曲：田中直
3. Homie 
  - 作曲：Shusui／編曲：本山清治
4. A Street Story -instrumental-

### DVD
1. 感謝。 -music video-
2. 感謝。 -making of music video-